# 第二次霍拉姆沙赫尔战役

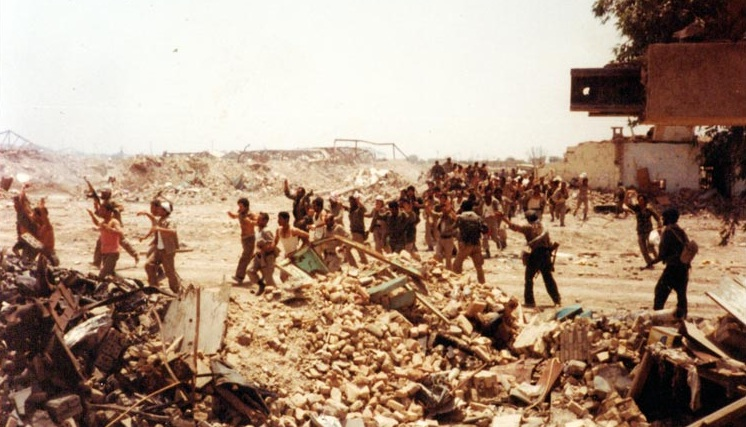
第二次霍拉姆沙赫尔战役

第二次霍拉姆沙赫尔战役，在伊朗也被称为解放霍拉姆沙赫尔，是两伊战争期間伊朗于1982年5月24日重新從伊拉克手中夺回霍拉姆沙赫尔的戰鬥。 此後每年的5月24日伊朗都会庆祝收復该城市。 